# Route nationale 333
Die Route nationale 333, kurz N 333 oder RN 333 war von 1933 bis 1973 eine französische Nationalstraße, die von Amiens bis Auxi-le-Château verlief. 1985 wurde die Nummer erneut für die neu erstellte Umgehungsstraße von Lunéville verwendet. 2003 wurde sie bis Bénaménil verlängert. 2009 wurde die N4 auf diese Straße verlegt und auf ihrer alten Trasse zu D400 umgenummert.